# 东汝乡
东汝乡，是中华人民共和国西藏自治区阿里地区日土县下辖的一个乡镇级行政单位。

## 行政区划
东汝乡下辖以下地区：
阿汝村、松西村和东汝村。